# NGC 3427
NGC 3427 (również PGC 32559 lub UGC 5966) – galaktyka spiralna (S0-a), znajdująca się w gwiazdozbiorze Lwa. Odkrył ją w 1877 roku Wilhelm Tempel. Jest to galaktyka z aktywnym jądrem typu LINER.